# Mina Celentano
Mina Celentano, pubblicato il 14 maggio 1998, è un album in studio dei cantanti italiani Mina e Adriano Celentano.

## Storia
Insieme ad Attila e Frutta e verdura è stato l'album più venduto di Mina, raggiungendo in breve tempo un milione di copie. Il CD ha al suo interno un libretto in cui è disegnato un fumetto realizzato da Gianni Ronco, dove i due artisti hanno le sembianze di due paperi antropomorfi, e una serie di scatti fotografici che vedono impegnati Mina e Celentano in sala di registrazione. Nella prima settimana di vendita il disco vendette 315 000 copie in Italia. In meno di tre mesi raggiunse le 700 000 copie stabilendo il record di velocità di vendita per un disco in Italia.
Pubblicato anche in una versione ampliata con il titolo Mina Celentano - Buon Natale, contenente oltre al disco anche un cd-rom intitolato Molly e destino solitario. Esiste anche una versione "estiva" (uguale al box natalizio) uscita nel 1999, che vede i due paperi Molly e Destino Solitario in spiaggia sotto un ombrellone.
Il 1º dicembre 2017 è stata pubblicata la raccolta Tutte le migliori che, nell'edizione deluxe, contiene il primo album insieme all'album del 2016, Le migliori, e un doppio cd che raccoglie i loro successi. Inoltre, in questa data, l'album è stato reso disponibile per il download digitale, dopo diciannove anni dalla sua pubblicazione. L'aggiunta al catalogo digitale di questo progetto è stata ben accolta dagli utenti raggiungendo la 19ª posizione su iTunes.
Tra i brani vi è una cover di Sempre sempre sempre, successo di Gianni Farè del 1976.
Il 13 dicembre 2024 è uscito per la prima volta il picture disc in versione limitata e numerata (esclusiva Sony Music Store) e nella versione vinyl blu con libretto.

## Tracce

Mina Celentano in versione natalizia

1. Acqua e sale – 4:42 (AUDIO 2: Giovanni Donzelli, Vincenzo Leomporro)
2. Brivido felino – 3:44 (testo: Paolo Audino – musica: Stefano Cenci)
3. Io non volevo – 4:08 (Adriano Celentano)
4. Specchi riflessi – 4:59 (AUDIO 2: Giovanni Donzelli, Vincenzo Leomporro)
5. Dolce fuoco dell'amore – 4:39 (Giulia Fasolino)
6. Che t'aggia di' – 5:09 (Adriano Celentano)
7. Io ho te (solo Mina) – 4:54 (AUDIO 2:Giovanni Donzelli, Vincenzo Leomporro)
8. Dolly (solo Adriano Celentano) – 5:35 (testo: Adriano Celentano – musica: Marco Vaccaro)
9. Sempre sempre sempre – 4:46 (testo: Luigi Albertelli – musica: Enrico Riccardi)
10. Messaggio d'amore – 2:36 (Massimiliano Pani)

Durata totale: 45:12

## Versioni tracce
- Acqua e sale:

versione in spagnolo '06 (con Miguel Bosé) Agua y sal, vedi Todavía
- Brivido felino:

versione in spagnolo '07 (con Diego Torres) Corazón felino, vedi Todavía

## Classifiche

### Classifiche settimanali
| Classifica (1998) | Posizione |
| ----------------- | --------- |
| Europa            | 26        |
| Italia            | 1         |
| Svizzera          | 39        |

### Classifiche di fine anno
| Classifica (1998) | Posizione |
| ----------------- | --------- |
| Europa            | 57        |
| Italia            | 1         |

## Formazione
- Mina e Adriano Celentano – voce e cori
- Danilo Rea – pianoforte, Fender Rhodes e fisarmonica
- Alfredo Golino, Maurizio Dei Lazzaretti – batteria
- Paolo Gianolio – chitarra sintetica, acustica, elettrica e classica
- Nicolò Fragile – tastiera, programmazione e pianoforte
- Giorgio Cocilovo, Massimo Varini – chitarra acustica ed elettrica
- Massimiliano Pani – tastiera addizionale e cori
- Massimo Moriconi – basso
- Umberto Fiorentino – chitarra
- Emanuela Cortesi, Stefano De Maco, Giulia Fasolino, Simonetta Robbiani, Paul Rosette, Moreno Ferrara, Silvio Pozzoli – cori